# Никола Ђукић (фотограф)
Никола Ђукић је српски фотограф познат по својим уметничким и еротским фотографијама, углавном голих мушкараца. Пореклом је из Новог Сада. Завршио је графички дизајн на Академији уметности у Новом Саду.

## Изложбе[7]
- Pseudomechanic (2010) Културни центар Зрењанин
- Корени (2014/2015) Нови Сад
- У колаборацији са Београд Прајдом, серију фотографија "Antiquus - приче о боговима и херојима" (2016)[8]
- Софија парјд је организовао изложбу 125 Николиних фотографија (2018)
- Једна његова фотографија је била део изложбе "Монохром" у Будимпешти (2018)
- Неколико пута је објављиван у часопису "Advocate"